# Анаксандр
Анаксандр (дав.-гр. Ἀνάξανδρος, д/н — бл. 615 до н. е.) — цар Спарти у 640—615 роках до н. е. (за іншою хронологією — 690—660 роках до н. е.).

## Життєпис
Походив з династії Агіадів. Син царя Еврікрата. На початку його царювання (685 або 635 року до н. е.) повстали мессенці, почавши тим самим Другу Мессенську війну. Їх підтримали міста-держави Орхомен в Аркадії і Піса в Еліді. У наступному році Анаксандр командував спартанським військом в битві біля Могили кабана, де мессенці здобули перемогу, а спартанці ганебно втекли з поля бою. Невдовзі цар мессенців Арістомен напав на місто Фери в Лаконіці, які було сплюндровано. Анаксандр біля Фер знову зазнав поразки.
Не маючи здібності військовим талантом протистояти ворогові, Анаксандр підкупив Аристократа II, царя Орхоме, що був союзником Мессенії. Через 2 роки після початку війни спартанці за підтримки аркадян оточили мессенців і розгромили їх. Після цієї поразки мессенці зміцнилися на горі Гирі і протягом 11 років витримували облогу спартанського війська. Лише після цього вдалося захопити табів мессенців, значна частина яких мусила знову підкоритися владі Спарти, перетворившись на ілотів, інші назавжди залишили Мессенію. Свої права вільних осіб зберегли мессенців лише прибережних міст.
Серед захоплених була Клео, жриці Фетіди, що стала рабинею Леандріди, дружини Анаксандра. Під впливом Клео дружина вимовила спартанського царя спорудити перше святилище Фетиди у Спарті.
Павсаній вказує, що Анаскандр виграв Олімпійські ігри у змаганнях на колісницях. Проте це повноцінно не підтверджено.
Йому спадкував син Еврікратид.